# 스쿨걸 스트라이커즈
스쿨걸 스트라이커즈(スクールガールストライカーズ, Schoolgirl Strikers)는 스퀘어 에닉스가 개발하고 퍼블리싱한 일본의 소셜 네트워크 게임이다.

## 줄거리
새로 설립된 사립 여자 고등학교 고료우칸 학원에는 외부 사람들이 모르는 숨겨진 얼굴이 있다. 당신이 알고 있는 세계는 "오부리"(유령)라는 외계인의 위협을 받고 있다. 이 적들은 일반 인간들에게는 너무 강력하며, 특히 안전할 수 있는 '4차원'으로 이동할 수 있다는 점에서 위협적이다. 어떤 이유에서인지 어떤 어린 소녀들은 이 차원을 가로질러 '5번째' 차원, 즉 평행 우주로 들어가는 힘을 활용할 수 있다.
인류의 적과 싸울 수 있는 것은 5차원을 감지하는 능력을 가진 '스트라이커'라고 불리는 소녀들뿐이다. 고료우칸 학원은 실제로 눈에 보이는 것 이상의 소녀들을 찾아 오부리를 토벌하기 위해 창설된 전투 부대인 "제5군"을 위해 훈련시키는 조직이다.
끝없이 많은 평행 우주가 있으며, 모두 비슷하지만 각자의 방식으로 운영된다. 스트라이커즈는 대체 세계에서 사용할 수 있고 "오부리"에 효과적인 대체 "메모리 카드"(Memoca) 의상을 검색하여 오부리와 싸울 수 있다.
당신은 세계를 파괴하려는 적을 물리치기 위해 5명의 소녀 그룹을 이끌도록 신비한 인물에 의해 선택되었다. 당신이 선택된 이유와 당신 자신이 누구인지는 미스터리이다...